# Municipio de Bilodeau
El municipio de Bilodeau (en inglés: Bilodeau Township) es un municipio ubicado en el condado de Wells en el estado estadounidense de Dakota del Norte. En el año 2010 tenía una población de 41 habitantes y una densidad poblacional de 0,44 personas por km².

## Geografía
El municipio de Bilodeau se encuentra ubicado en las coordenadas 47°27′15″N 99°19′12″O / 47.45417, -99.32000. Según la Oficina del Censo de los Estados Unidos, el municipio tiene una superficie total de 92.68 km², de la cual 92,13 km² corresponden a tierra firme y (0,59 %) 0,55 km² es agua.

## Demografía
Según el censo de 2010, había 41 personas residiendo en el municipio de Bilodeau. La densidad de población era de 0,44 hab./km². De los 41 habitantes, el municipio de Bilodeau estaba compuesto por el 92,68 % blancos y el 7,32 % eran de una mezcla de razas. Del total de la población el 0 % eran hispanos o latinos de cualquier raza.